# Lieja-Bastogne-Lieja 1988
La Lieja-Bastogne-Lieja 1988 fou la 74a edició de la clàssica ciclista Lieja-Bastogne-Lieja. La cursa es va disputar el diumenge 17 d'abril de 1988, sobre un recorregut de 260 km.
El vencedor final fou el neerlandès Sean Kelly, que s'imposà a Michel Dernies i Robert Millar.

## Classificació general
|    | Ciclista           | Equip                            | Temps      |
| -- | ------------------ | -------------------------------- | ---------- |
| 1  | Adrie van der Poel | PDM-Ultima-Concorde              | 6h 42' 00" |
| 2  | Michel Dernies     | Lotto-Vlaanderen-Jong-MBK-Merckx | m. t.      |
| 3  | Robert Millar      | Fagor-MBK                        | m. t.      |
| 4  | Steven Rooks       | PDM-Ultima-Concorde              | + 34"      |
| 5  | Sean Kelly         | KAS-Canal 10                     | + 45"      |
| 6  | Luc Roosen         | Roland-Colnago-Citroen           | m. t.      |
| 7  | Charly Mottet      | Système U                        | m. t.      |
| 8  | Rolf Sørensen      | Ariostea-Gres                    | m. t.      |
| 9  | Phil Anderson      | TVM-Van Schilt                   | m. t.      |
| 10 | Martin Earley      | KAS-Canal 10                     | m. t.      |